# Station Büsenbachtal
Station Büsenbachtal (Haltepunkt Büsenbachtal) is een spoorwegstation in de Duitse plaats Wörme, gemeente  Handeloh, in de deelstaat Nedersaksen. De naam is afkomstig van het naastgelegen natuurgebied Büsenbachtal, welke weer vernoemd is naar het beekje Büsenbach. Het station ligt aan de spoorlijn Walsrode - Buchholz.

## Indeling
Het station hoort tot de laagste stationscategorie, waardoor het perron sober is ingericht. Voor beschutting is er een abri geplaatst. Bij het station, aan de straat Am Büsenbach, ligt de bushalte Wörme, Büsenbachtal.

## Verbindingen
Het station wordt bediend door treinen van erixx. De volgende treinserie doet het station Büsenbachtal aan:
| Serie | Treinsoort           | Route                                                                        | Bijzonderheden |
| ----- | -------------------- | ---------------------------------------------------------------------------- | -------------- |
| RB 38 | Regionalbahn (Erixx) | Buchholz (Nordheide) – Büsenbachtal – Soltau (Han) – Walsrode – Hannover Hbf |                |